# マディソン・アベニュー橋
マディソン・アベニュー橋 (英語: Madison Avenue Bridge) は、ハーレム川を横断し、ニューヨーク市マンハッタンのマディソン街とブロンクスの東138丁目を結ぶ。この橋は、ニューヨーク市交通局によって運営・維持されている。アルフレッド・P・ボラーによって設計され、1884年から存在した初期の橋の能力を2倍にするため、1910年に建設された。

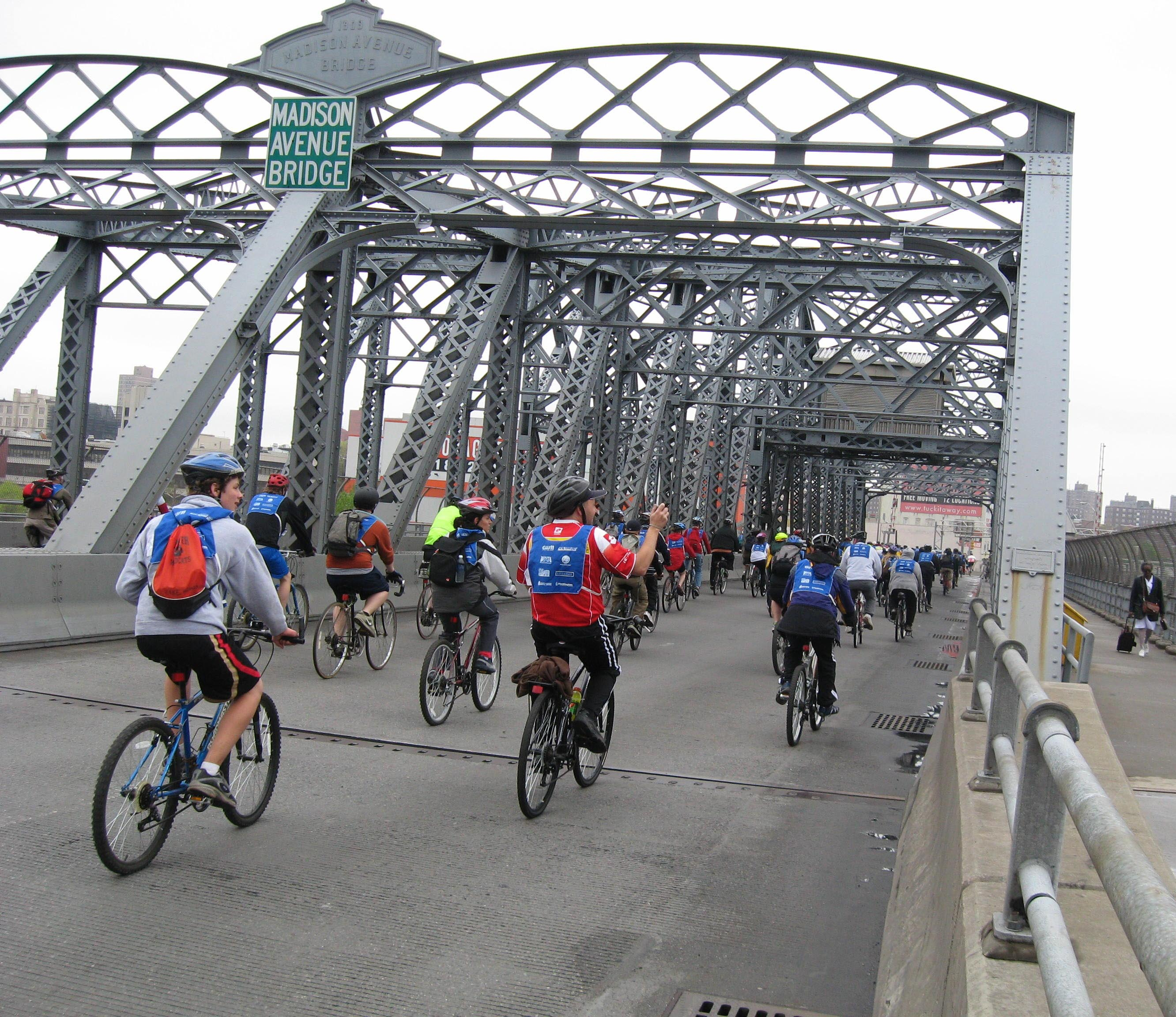
ファイブ・ボロー・バイク・ツアーで橋を渡る自転車

2008年、ニューヨーク市運輸局は、各方向の1日あたりの平均交通量を41,740台と報告した。ピークの2002年には、49,487台を記録した。

## 公共交通機関
マディソン・アベニュー橋には、ニューヨーク市交通局によって運営されるBx33系統の路線バス、MTAバスによって運営されるBxM4の急行バス、ウェストチェスター郡のビー・ライン・バスシステムによって運営されるBxM4Cの急行バスが通る。週間平均乗客数は、Bx33が3,216人、BxM3が718人、BxM4が414人である。2010年6月27日まで、BxM4はBxM4AやBxM4Bとして知られていた。